# Juventus FC (Belize)
Juventus Football Club – belizeński klub piłkarski grający obecnie w Belize Premier League. Klub ma siedzibę w Orange Walk. Swoje mecze rozgrywa na stadionie Orange Walk People’s Stadium, który może pomieścić 3.000 widzów.
Do największych osiągnięć klubu należy:
- pięciokrotne mistrzostwo kraju, w latach 1996, 1997, 1998, 1999, 2005.

## Trenerzy
- Renan Couoh (1997)[1]
- Jorge Nunes (2004)[2]